# بنیاد جان تمپلتون

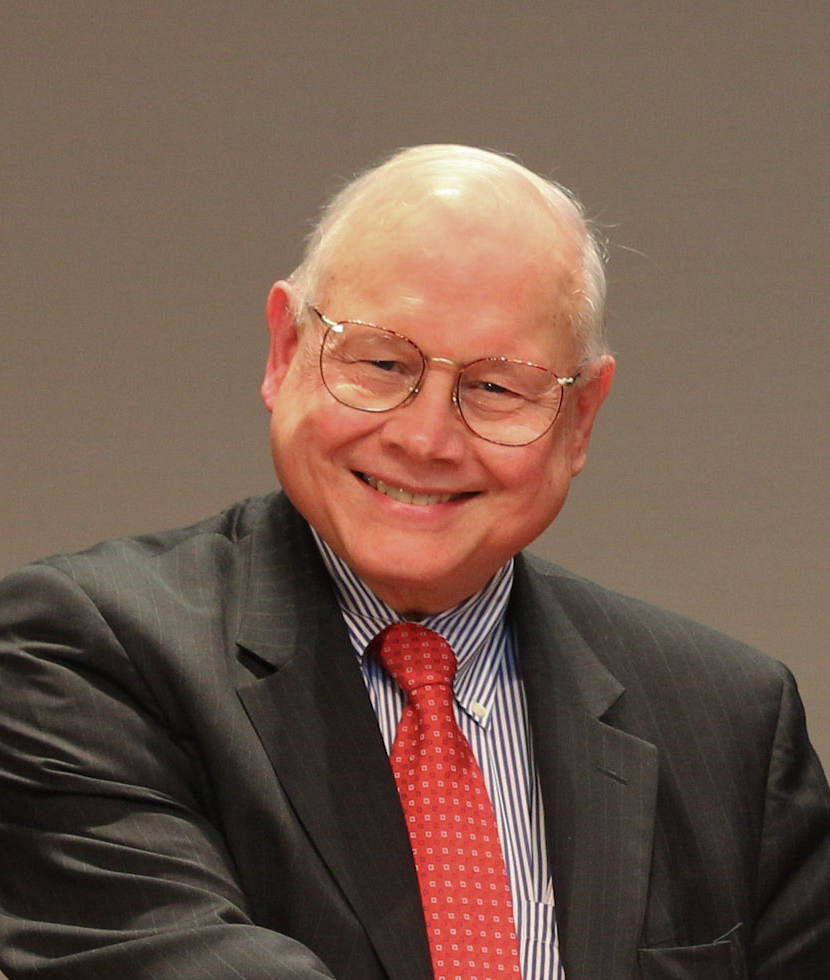
جان تمپلتون جونیور (۲۰۱۲)، رئیس بنیاد جان تمپلتون.

بنیاد جان تمپلتون (به انگلیسی: John Templeton Foundation)، سازمان خیریه‌ای است که سرمایه مورد نیاز تحقیقات رشته‌های مختلف علمی را تأمین می‌کند. این بنیاد، به اختصار با عنوان بنیاد تمپلتون نیز شناخته می‌شود. این بنیاد، در سال ۱۹۸۷ توسط سرمایه‌گذار و خیری به نام جان تمپلتون تأسیس شده و پسرش جان تمپلتون جونیور، ریاست آن را تا زمان مرگش در سال ۲۰۱۵ بر عهده داشت.
بر اساس گزارشی که توسط خود بنیاد منتشر شده، این بنیاد سالانه حدود ۷۰ میلیون دلار صرف کمک به پژوهش‌ها و برنامه‌های مختلف می‌کند.